# Улица Архитектора Николаева
Улица Архитектора Николаева (укр. Вулиця Архітектора Ніколаєва) — улица в Деснянском районе города Киева. Пролегает от проспекта Владимира Маяковского до улицы Оноре де Бальзака, исторически сложившаяся местность (район) Вигуровщина-Троещина.
Нет примыкающих улиц.
По названию улицы именуются остановки общественного транспорта по улице Оноре де Бальзака и проспекту Владимира Маяковского.

## История
В 1982 году село Троещина было включено в состав города Киева, со временем усадебная застройка была ликвидирована в связи со строительством нового жилого массива. 
Новая улица была проложена в 1983 году в современных размерах. Улица застраивалась в период 1984-1986 годы вместе с другими улицами 1-й очереди жилого массива Троещина в Днепровском районе.
18 апреля 1983 года улица получила современное название — в честь русского архитектора Владимира Николаевича Николаева, согласно Решению исполнительного комитета Киевского городского совета депутатов трудящихся № 613 «Про упорядочивание наименований и переименование улиц города Киева».
Согласно топографической карте M-36-050, к 1991 году улица была проложена в современных размерах и полностью застроена.   

## Застройка
Улица пролегает в северо-западном направлении. Улица имеет по одному ряду движения в обе стороны. 
Непарная сторона улицы занята многоэтажной жилой (9-16-этажные дома) застройкой и учреждениями обслуживания — микрорайон № 3 жилого массива Вигуровщина-Троещина. Парная — Деснянским парком, площадью 9,67 га, и парком Героям Чернобыля — микрорайон № 4 жилого массива Вигуровщина-Троещина.
Учреждения:
1. дом № 7 — ветеринарная клиника